# Les Kidnappers
Pour plus de détails, voir Fiche technique et Distribution.
Les Kidnappers (The Kidnappers) est un film britannique réalisé par Philip Leacock, sorti en 1953.

## Synopsis
En 1904 dans la Nouvelle-Écosse au Canada, Harry McKenzie, huit ans, et son frère cadet Davy, cinq ans, rejoignent leurs grands-parents, après le décès de leur mère. Ils rencontrent Willem Bloem, le médecin du village. Ils lui disent que leur père a été tué pendant la Guerre des Boers. Leur grand-père, Jim McKenzie, affirme que c'est un Hollandais qui l'a tué. Ce Jim McKenzie est une figure respectée dans la communauté, mais pas très appréciée. Il est ouvertement amer au sujet de la mort de son fils et a laissé ses préjugés envers les Boers s'étendre à ses voisins hollandais. Il est notamment en conflit avec son voisin Jan Hooft, au sujet de la propriété d'une grande colline qui sépare leurs terres. Son seul sentiment est pour une vieille paire de bottes qui lui a été donnée par son fils décédé.
Les enfants apprennent rapidement les règles strictes du foyer des McKenzie. Jim et son épouse ont vécu une vie de dur labeur, un christianisme strict et une foi en l'autosuffisance, y compris le droit de porter les armes. Kirsty, leur fille, est excitée d'avoir des enfants à la maison, mais Jim, bien que fier des garçons, se sent éloigné d'eux. Il se console en défendant la colline avec son fusil. Alors qu'il est en patrouille, on lui dit que Hooft a enregistré la propriété de la terre ; Jim, cependant, refuse d'accepter la loi et menace de tirer sur Hooft. Les garçons s'installent rapidement dans leur nouvelle maison et Harry est encouragé à commencer l'école. Il se bat dès son premier jour avec Jan Hooft Jr, prétendant que Hooft a volé la terre de son grand-père. Déjà influencé par Jim, il refuse de faire amende honorable et le professeur doit les battre. Trop jeune pour l'école, Davy s'ennuie à la maison. Il essaie de convaincre la famille d'acheter un chien de compagnie, mais Jim rejette brusquement l'idée.
Le lendemain, les garçons lancent malicieusement des cailloux sur le docteur Bloem, mais Davy tombe d'une grosse pierre et se blesse au genou. L'accident donne à Kirsty l'occasion de visiter Bloem, mais Harry, qui a toujours des préjugés sur les Hollandais, refuse d'y aller. Au lieu de cela, il espionne Jan Hooft Jr qui joue sur la colline McKenzie. Il se faufile pour l'attaquer, et les garçons se battent à nouveau. Jim repère les garçons de loin, mais, ne sachant pas qui ils sont, il leur tire dessus. Les balles calment les garçons et ils deviennent rapidement copains alors qu'ils tentent d'échapper au danger. Plus tard, des cavaliers arrivent avec la nouvelle que Hooft Sr a perdu son nouveau-né. Pendant que les adultes parlent, Harry emmène Davy, révélant qu'il a trouvé un bébé. N'ayant pas entendu que l'on parlait de la disparition de la fille de Hooft, les garçons créent une tanière et Harry passe beaucoup de temps à la soigner. Il est finalement réprimandé pour son absence de l'école et est enfermé dans le hangar à outils. Ce soir-là, Jim est convaincu de laisser sortir Harry mais, en chemin, il repère Kirsty et Bloem ensemble. Dans sa colère, il insulte Kirsty, qui s'enfuit. Bloem promet de la retrouver et de l'emmener.
Dans la remise à outils, Harry s'inquiète pour le bébé et essaie de convaincre Davy d'aller à la tanière pour s'occuper d'elle. Mais Davy a peur de l'obscurité et dit à ses grands-parents où se trouve le bébé. Le lendemain matin, malgré le retour en toute sécurité du bébé aux Hooft, Harry est arrêté pour enlèvement. En ville, un tribunal civil doit décider si Harry a agi avec malice. Au début, le juge menace de l'envoyer dans une maison de correction, mais les Hooft défendent Harry, acceptant la responsabilité de la perte de leur fille et déclarant que Harry ne savait pas que le bébé était le leur. Harry est libéré avec un avertissement. Jim l'oblige à s'excuser auprès de Hooft et remercie Hooft d'avoir pris la parole à la cour. 
Il renvoie les garçons à la maison familiale et revient plus tard dans la soirée, pieds nus, annonçant qu'il a vendu ses bottes pour acheter aux garçons un chien de compagnie.

## Fiche technique
- Titre original : The Kidnappers
- Titre français : Les Kidnappers
- Titre américain : The Little Kidnappers
- Réalisation : Philip Leacock
- Scénario : Neil Paterson, d'après sa nouvelle Scotch Settlement
- Direction artistique : Edward Carrick
- Décors : Vernon Dixon
- Costumes : Joan Ellacott
- Photographie : Eric Cross
- Son : Sydney Wiles, Gordon K. McCallum
- Montage : John Trumper
- Musique : Bruce Montgomery
- Production exécutive : Earl St. John
- Production : Sergei Nolbandov, Leslie Parkyn
- Société de production : Group Film Productions
- Société de distribution : General Film Distributors
- Pays d'origine :  Royaume-Uni
- Langue originale : anglais
- Format : Noir et blanc  — 35 mm — 1,66:1 — son mono
- Genre : Comédie dramatique
- Durée : 93 minutes
- Dates de sortie : 
  - Royaume-Uni : 17 décembre 1953
  - France : 9 avril 1954

## Distribution
- Duncan Macrae : Jim MacKenzie, le grand-père
- Jean Anderson : Grand-mère MacKenzie
- Adrienne Corri : Kirsty MacKenzie, leur fille
- Theodore Bikel : Docteur Willem Bloem
- Jon Whiteley : Harry, le petit-fils
- Vincent Winter : Davy, le petit-fils
- Francis De Wolff : Jan Hooft Sr.
- James Sutherland : Arron McNab
- John Rae : Andrew McCleod
- Jack Stewart : Dominie
- Jameson Clark : Tom Cameron
- Eric Woodburn : Sam Howie
- Christopher Beeny : Jan Hooft Jr.
- Howard Connell : Archibald Jenkins

## Distinctions
Les informations contenues dans cette section peuvent être confirmer par MUBI.

### Nominations
- 1954 : 
  - BAFTA  : British Academy Film Award du meilleur film
  - National Board of Review : Top Foreign Films
- 1955 : Oscars du cinéma : Honorary Award

### Sélection
- 1954 : Festival de Cannes : Sélection officielle en compétition[2]